# Palacio de Herodes (Herodium)
El Palacio de Herodes  se refiere a un palacio que se cree que Herodes el Grande construyó en la fortaleza de Herodium, en la actual Cisjordania a unos 12 kilómetros al sur de Jerusalén. Herodes encargó un fastuoso palacio que se construyó entre el 23 y el 15 antes de Cristo encima de Herodium para que todos pudieran verlo. El palacio constaba de cuatro torres de siete pisos, una casa de baños, patios, un teatro romano, salas de banquetes, una calzada grande ("el curso"), así como cuartos extravagantes para sí mismo y sus invitados. Una vez que Herodes murió y comenzó la Gran Revuelta, Herodium fue abandonado. Los judíos llegaron a tener una base en Herodium, donde construyeron una sinagoga que aún se pueden ver hoy en día, a diferencia de gran parte del palacio de Herodes.